# Van Splinter

Van Splinter is een Nederlandse familie die tot de Nederlandse adel behoorde.

## Geschiedenis
De stamreeks begint met de rond 1590 geboren kapitein in Staatse dienst, Johan van Splinter; hij overleed rond 1642. Hij trouwde rond 1640 met Maria Margaretha (von) Spies(s), erfdochter van Groevelshorst waardoor die laatste heerlijkheid in de familie Van Splinter kwam.
In 1816 werd betachterkleinzoon benoemd in de ridderschap van Limburg waardoor hij en zijn nakomelingen tot de Nederlandse adel gingen behoren met het predicaat jonkheer/jonkvrouw. Met een kleindochter stierf het adellijke geslacht in 1965 uit.

## Enkele telgen
Friedrich Heinrich (Joseph) van Splinter, heer van Groevelshorst (1685-<1727)
- Jan Arnold van Splinter, heer van Gravenhorst (1721-1761)
  - jhr. Lambertus Leonardus Jacobus van Splinter (1754-1840), benoemd in de ridderschap van Limburg; trouwde in 1786 met Maria Hendrina Catharina van Wevelinchoven (1755-1823), dochter van Godfried Eugène van Wevelinchoven, heer van Ingenraedt
    - jhr. Petrus Henricus Joannes Godefridus Eugenius van Splinter (1790-1860)
      - jhr. Lambert Bartholomé Franz Hubert van Splinter (1841-1883), oprichter stoeterijen voor legerpaarden in de Preanger Regentschappen
      - jhr. Felix Beatrix Constantin Hubert van Splinter (1847-1920), kapitein, burgemeester van Beesel, ridder in de Militaire Willems-Orde; trouwde in 1889 met Gabrielle Josephine Antonie Constante Hubertine Ruijs (1846-1938), lid van de familie Ruijs
        - jkvr. Maria Thecla Anna van Splinter (1891-1965), laatste van het adellijke geslacht Van Splinter

    - jkvr. Emerentia Aldegonda Christina Josepha Agnes van Splinter, vrouwe van Ingenraedt (1793-1822); trouwde in 1813 met Felix Henri Joseph Ruys (1792-1869), lid van de familie Ruijs